# Kościół św. Wincentego Ferreriusza w Rogowie
Kościół św. Wincentego Ferreriusza – kościół, który pierwotnie znajdował się w Koluszkach, następnie w Rogowie, gdzie został rozebrany w 1981 roku.

## Historia
Kościół powstał w 1916 roku. Był wtedy drewnianą kaplicą. Wybudowano go w Koluszkach jako kościół garnizonowy. Po zakończeniu I wojny światowej był wykorzystywany jako kościół cywilny. Po 1922 roku przeniesiony do Rogowa. Częściowo przekształcony. Sygnaturkę zmieniono w 1930 roku. Podczas II wojny światowej zniszczony i odbudowany zaraz po niej. Od tamtej pory był wykorzystywany jako katolicki. Ostatecznie rozebrano go w 1981 roku.